# Venezia (Euronight)
Venezia fu il nome di una relazione ferroviaria Euronight che in passato ha collegato Budapest Keleti pu. a Venezia Santa Lucia, passando per Sesana, Lubiana e Zagabria.

## Storia
Il 19 maggio 1977 partì da Parigi diretto ad Istanbul l'ultima corsa del Direct-Orient-Express, la più recente evoluzione del collegamento Orient Express. Il servizio venne quindi spezzato in due: il Simplon-Express collegava Parigi con Belgrado mentre la tratta fra Venezia e Atene/Istanbul veniva effettuata da un altro treno, chiatato Venezia-Express, a cui venne attribuita la numerazione 262/263. A partire dall'orario estivo del 1989 questo convoglio venne classificato come diretto, e dall'orario estivo del 1991 venne limitato a Belgrado. Già nell'anno successivo, per via del conflitto in corso, molti treni che transitavano per la Jugoslavia subirono soppressioni o limitazioni; il Venezia-Express sopravvisse, limitato però a Vinkovci e riclassificato come espresso, per poi venir ulteriormente limitato a Zagabria nel successivo orario.
A partire dall'estate del 1994 il collegamento raggiunse Budapest, mutò la numerazione in 240/241 ed ebbe in composizione una carrozza che due volte alla settimana raggiungeva la stazione di Mosca Kievskij, carrozza che sino a quel momento circolava via Tarvisio con il treno Gondoliere.
Il collegamento venne riclassificato Euronight a partire dal dicembre del 2003, contestualmente venne eliminata la fermata nella stazione di Trieste Centrale e venne istradato via Zidani Most, Celije, Graz, percorso che già nel dicembre del 2005 risultava abbandonato in favore del consueto tragitto via Zidani Most, Zagabria, Gyékényes; rimase in vigore il percorso via Monfalcone e Villa Opicina, saltando la fermata a Trieste e la conseguente manovra di regresso. Questo percorso rimarrà sostanzialmente invariato sino al termine del collegamento.
Il servizio, dopo aver cambiato la numerazione in 440/441 nel dicembre del 2010, venne soppresso con l'orario invernale del 2011.

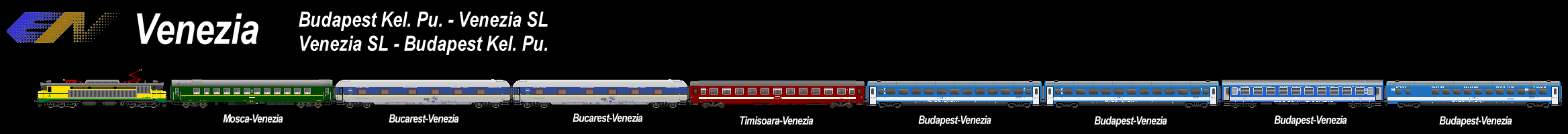
composizione tipica dell'Euronight Venezia a metà anni 2000: oltre alla sezione Venezia-Budapest sono vetture dirette per Mosca, Bucarest e Timișoara